# Стеклянный дом (Нью-Кейнан)

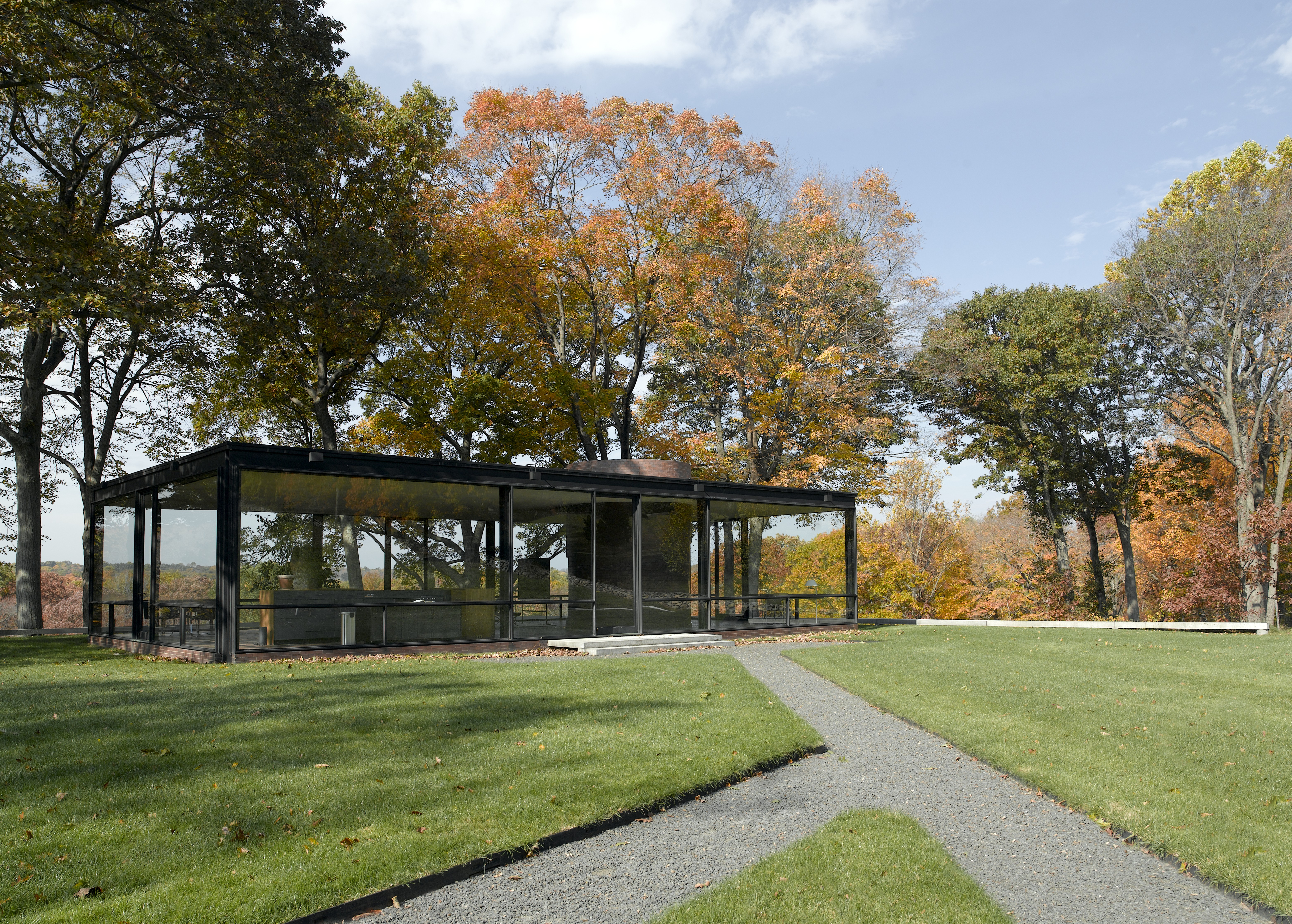

Стеклянный дом — исторический дом-музей на Понус-Ридж-роуд в Нью-Канаане, штат Коннектикут, построенный в 1948–1949 годах. Он был спроектирован американским архитектором Филипом Джонсоном как его собственная резиденция и, по словам историка архитектуры Алисы Т. Фридман, «считается производным» дома Фарнсуорт в городе Плано, штат Иллинойс. Джонсон курировал выставку работ Мис ван дер Роэ в Музее современного искусства в 1947 году, на которой была представлена модель стеклянного дома Фарнсуорта.
Дом является примером раннего использования промышленных материалов в домашнем дизайне, таких как стекло и сталь. Джонсон прожил там 58 лет со своим давним товарищем Дэвидом Уитни, искусствоведом и куратором, который помог спроектировать ландшафтный дизайн и в основном проводил там выставки произведения искусства.

## Дом
Дом имеет прямоугольную форму. Построен из стекла и металла. Прозрачные стеклянные стены крепятся к металлическому каркасу, выкрашенному в чёрный цвет. Пол здания немного приподнят над окружающей землей. Внутри дом не разделен на комнаты и представляет единое пространство, разделенное лишь предметами мебели. В дом встроено цилиндрическое помещение из кирпича, в котором располагается ванная комната.
Здание имеет длину 17 метров, ширину 9.8 метра и высоту 3.2 метра.
Помимо Стеклянного Дома, на участке существует 10 строений спроектированных Филиппом Джонсоном в различные периоды его карьеры.

## Использование
Дом не использовался для постоянного проживания. В течение долгих лет Джонсон использовал дом для отдыха в выходные. Хотя дом имеет прозрачные стены, находящиеся в нём не находятся на виду у прохожих благодаря большим размерам земельного участка вокруг дома.
В 2005 году Джонсон скончался в возрасте 98 лет. Дом был завещан Национальному трасту сохранения исторических памятников. С 2007 года в доме проводятся экскурсии для посетителей.